# Itoplectis oreius
Itoplectis oreius är en stekelart som beskrevs av Setsuya Momoi 1973. Itoplectis oreius ingår i släktet Itoplectis och familjen brokparasitsteklar. Inga underarter finns listade i Catalogue of Life.